# المشروع النسوي العالمي
المشروع النسوي العالمي (Global Feminism Project: بالإنجليزية)، تأسس في سنة 2002 مقره في معهد البحوث المتعلقة بالمرأة والنوع (Institute for Research on Women and Gender: بالإنجليزية) بجامعة ميشيغان، وهو مشروع سجل شفهي يقوده فريق من الباحثين من جامعة ميشيغان هذا الفريق يقوم بعمل مقابلات مع ناشطات نسويات يدعمون المساواة بين الجنسين ممثلين لسبع بلاد هم الصين، الهند، بولندا، الولايات المتحدة، البرازيل، نيكاراغوا وروسيا. ينصب تركيز هذا المشروع على تجميع وحِفظ مقابلات مع كل الإناث الناشطات الذين لديهم معرفة ببلادهن في إطار اجتماعي تاريخي، ويتم كل هذا لأهداف منهجية وبحثية. المصادر المقدمة تصلح للعمل المقارن ومتعدد التخصصات، لمعالجة القضايا التي تصل إلى مختلف التخصصات وتقديم المعلومات المتخصصة بالنشاط، سياق تاريخي، وتشكيل الهوية والحركات الاجتماعية. صممت المقابلات للتعرف على الاشكال المختلفة التي يتواجد عليها النشاط وكيفية تداخلهم مع بعضهم البعض في نقط زمنية مختلفة على مدار التاريخ.
المشروع بدأ بإدماج دراسات المرأة والمنظور الدولي والتركيز على النشاط بداخل الأمم. يؤكد المشروع على العلاقة نشاط المرأة والمنح التعليمية للإناث ويهدف إلى تمثيل التحول في النسوية في كل أُمة ممثلة بجانب المعايير التالية: التنظيمية، التصورية والاجتماعية.

## منهجية المشروع
المقابلات تم اختيارها من قبل الموقع الخاص بكل بلد وفقاً لمعايير مطورة من قِبلهم، والتي عادة اهتمت بضم شخصيات مختلفة الأجيال وتختلف في الموقع الجرافي ونوع النشاط، من بين أمور أخرى. في المقابلات تم حثهم على الحديث عن عائلاتهم، نشأتهم، تعليمهم، الخبرات المهنية، النشاط والانخراط في الحركات الاجتماعية؛ وبذلك رؤساء برنامج جامعة ميشيغان لم يتحكموا في السرد الذي حدث من قبل النسويات من كل بلد. جريت المقابلات في البلد الخاص بكل شخص وباستخدام لغتهم الام والتي كانت تترجم إلى الإنجليزية فيما بعد.
من بعض المقابلات الجديرة بالذكر مقابلة أي زياومينغ، فلافيا أغنيس، نيرا ديساي، دورا ماريا تيليز، صوفيا مونتينيغرو، جريس لي بوجز وهولي هيوز.

## أهميته
أنشأ المشروع النسوي العالمي مجموعة من السجلات للقصص الشفهية التي تحكي بالتفصيل أصول الناشطات النسويات في عدة بلاد. قد مثلت المقابلات كمثال حي على المقولة النسائية، «ما هو سياسي شخصي وما هو شخصي سياسي». ويعمل المشروع أيضاً على توسيع مفهوم التداخل بين النوع، الجنسية، العرق، وبين دراسات المرأة، المناخ السياسي والخبرات الشخصية لكلاً منهم.
أنتج المشروع العديد من المصادر المتاحة للعامة منها المراجع المكتبية، النماذج التعليمية وأرشيف يحتوي المقابلات التي تمت على هيئة فيديو. بالإضافة انه تم تجميع نصوص المقابلات الخاصة بالولايات المتحدة، بولندا، نيكارغوا، الصين والهند باللغة الإنجليزية وإدخالها في برنامج نفيفو (NVivo)، هو عبارة عن برمجيات تحليل البيانات النوعية، وذلك لتسهيل دراسة تلك البيانات لمن يهتم باستخدامها لأغراض بحثية.

## قائمة المقابلات[5]
- شاهجان أبابا (الهند)
- رباب عبد الهادي (أمريكا)
- لوسيانا ادريانو دا سليفا (البرازيل)
- فلافيا أجنيس (الهند)
- شياومينج شينج (الصين)
- لارا أمورا دوز سانتوس (البراويل)
- أدريان أش (أمريكا)
- مونيكا بالتودانو (نيكارغوا)
- جريس لي بوجز (أمريكا)
- رافيش بوتاليا (الهند)
- بيرثا انيس كاربرليز (نيكارغوا)
- لورا كاسترو (البرازيل)
- مينجزيا، تشين (الصين)
- كاثي كوهن (أمريكا)
- فايوليتا ديلجادو (نيكارغوا)
- نيرا ديساي (الهند)
- إما ثوكهم راماني ديفي (الهند)
- ماهزويتا ديفي (الهند)
- جارجم إيتي (الهند)
- ماريا دي فاتيما ليما سانتوس (البرازيل)
- مارليدا دي سوزا فرانسيسكو (البرازيل)
- شياوشان، جاو (الصين)
- يولي، جي (الصين)
- آقنييسكا غراف (بولندا)
- آنا جرزكزينسكا (بولاندا)
- زونجهوا، هي (الصين)
- هولي هيوز (أمريكا)
- ألينا إيرسكايا-سميرنوفا (روسيا)
- إنجا ايواسيوا (بولندا)
- جوانيتا جيمنيز (نياكرغوا)
- ناتليا يوريفنا كامينسكايا (روسيا)
- يلينا فيتوكورفنا كوتشكينا (روسيا)
- ماريا جريجوريفنا كوتوفسكيا (روسيا)
- ماريان كرامر (أمريكا)
- باربرا لابوبا (بولاندا)
- هيوينج، لي (الصين)
- باربرا ليمانواسكا (بولاندا)
- ماتيلدا ليندو (نيكارغوا)
- آنا ليبواسكا-تيوتشك (بولاندا)
- بونج، ليو (الصين)
- لاتا بارتيبا مادوكار (الهند)
- مارينا ميخايلوفنا ماليشيفا (روسيا)
- مانجاي (الهند)
- دايانا مارتينيز (نيكارغوا)
- فينا مازودار (الهند)
- ياميلث ميجا (نياكرغوا)
- ماريا بيكتوروفنا ميخيلوفا (روسيا)
- صوفيا منتينجرو (نيكارغوا)
- جيوردانا موريرا (البرازيل)
- ماريانا مورافييفا (روسيا)
- فيلما نونز (نياكرغوا)
- مارثا اوجيدا (أمريكا)
- ماريا دا بينا (البرازيل)
- انجيليكا سوزا بينهيرو (البرازيل)
- ناتالي لفوفنا بوشكاريفا (روسيا)
- ساندرا راموس (نيكارغوا)
- جوانا ريجولسكا (بولاندا)
- ناتالي ميكايلوفنا ريماشيفسكيا (روسيا)
- لوريتا روس (أمريكا)
- شريفة (الهند)
- ليوبوف فاسيليفنا شتيليفا (روسيا)
- سيستا II سيستا (أمريكا)
- أندريا لي سميث (أمريكا)
- مالجورزاتات تاراسيويزك (بولندا)
- موريين تايلور (أمريكا)
- أميلينا تيليز (البرازيل)
- دورا ماريا تيليز (نيكارغوا)
- آنا تيتكو (بولندا)
- ناتاراج ترينتا (البرازيل)
- بوزينا امينسكا (بولندا)
- مارثا هيربيرتا فالي (نيكارغوا)
- روث فانيتا (الهند)
- إليزابيث فيانا (البرازيل)
- شيرلي فيللا (البرازيل)
- أولجا فورونينا (روسيا)
- كوي، وانج (الصين)
- شيانج جوان، وانج (الصين)
- جيوفانا كزافيير (البرازيل)
- لي شي، زانج (الصين)

## التمويل
المشروع النسوي العالمي يتم تمويله جزئياً من قبل المنح ومراكز الأبحاث التالية:
- معهد البحوث المتعلقة بالمرأة والنوع
- مدرسة حورس ه راكام (Horace H. Rackham) لدراسات ما بعد التخرج
- مبادرة القرن الثالث، منحة التعليم المكثف.
- كلية العلوم والفن بجامعة ميشيغان
- برنامج دراسات المرأة التابع لجامعة ميشيغان
- مركز دراسات جنوب آسيا التابع لجامعة ميشيغان
- مركز الدراسات الأمريكية الاتينية والكاريبينية بجامعة ميشيغان (المبادرة البرازيلية)